# Chloorperoxide
Chloorperoxide is een anorganische verbinding met als brutoformule Cl2O2. Het is het dimeer van chloormonoxide (ClO). Chloormonoxide wordt gevormd door de reactie van ozon met chloorradicalen:
{\displaystyle {\ce {Cl^. + O3 -> ClO^. + O2}}}
Ozon komt voor in de bovenste lagen van de atmosfeer, de stratosfeer. Chloorradicalen kunnen afkomstig zijn van de afbraak van chloorfluorkoolstofverbindingen onder invloed van UV-licht.

## Afbraak van ozon
Chloorperoxiden zijn in staat om ozon af te breken, en zo het gat in de ozonlaag te vergroten. De reactie hiervoor verantwoordelijk houdt het proces in stand. Een eerste stap betreft de afbraak van het peroxide tot twee chloorradicalen door licht (fotolyse):
{\displaystyle {\ce {Cl2O2 + h \nu -> 2Cl^. + O2}}}
De gevormde chloorradicalen zijn uiterst reactief. Wanneer ze in contact komen met ozon treedt een ontledingsreactie op:
{\displaystyle {\ce {Cl^. + O3 -> ClO^. + O2}}}
Twee chloormonoxideradicalen zullen dan het stabielere peroxide vormen, waardoor een cyclisch proces ontstaat:
{\displaystyle {\ce {2ClO^. -> Cl2O2}}}
Wanneer de reactiecyclus eenmaal wordt doorlopen zullen per chloorperoxidemolecule twee ozonmoleculen afgebroken worden tot drie zuurstofmoleculen.

## Voorkomen
Chloorperoxide komt voor in de koude delen van de stratosfeer. Het voorkomen van het dimeer is afhankelijk van het voorkomen van het monomeer, chloormonoxide. De molecule werd voor het eerst waargenomen boven de polen in 1999. Het kan ook bereid worden in het laboratorium.